# Ordre de bataille unioniste de la bataille de Chickamauga
Les unités et commandants de l'armée de l'Union suivants ont combattu lors de la bataille de Chickamauga de la guerre de Sécession, du 18 au 20 septembre 1863 précisément.
L'ordre de bataille confédéré de ladite bataille est répertorié séparément, dressé à partir de l'organisation de l'armée pendant la campagne.

## Abréviations utilisées

### par grade militaire
- MG = major général ;
- BG = brigadier général ;
- Col = colonel ;
- Ltc = lieutenant colonel ;
- Maj = commandant ;
- Cpt = capitaine ;
- Lt = premier lieutenant.

### Autres
- (b) = blessé ;
- mb = mortellement blessé ;
- † = tué au combat ;
- (PDG) = capturé.

## Armée du Cumberland
MG William Rosecrans, commandant.
État-major
Chef d'état-major : BG James A. Garfield ;
- Col James Barnett, chef de l'artillerie ;
- Col William Truesdale ;
- Col John P. Sanderson, ADC ;
- Col Joseph C. McKibbin, ADC ;
- Ltc Calvin Goddard, adjudant général ;
- Ltc Arthur C. Ducat, inspecteur général ;
- Ltc Henry C. Hodges, quartier-maître général ;
- Ltc Samuel Simmons, commissaire aux subsistances ;
- Ltc William M. Wiles, Provost Marshal général ;
- Maj William M. McMichael, adjudant général ;
- Maj Frank S. Bond, ADC ;
- Cpt Horace Porter, chef de l'ordonnance ;
- Cpt Andrew S. Burt, inspecteur général par intérim ;
- Cpt Hunter Brooke, juge avocat général par intérim ;
- Cpt William E. Merrill, ingénieur topographe ;
- Cpt William C. Margedant, ingénieur topographe ;
- Cpt Jesse Merrill, officier des signaux ;
- Cpt John C. Van Duzer, télégraphe ;
- Cpt R.S. Thomas, ADC ;
- Cpt James P. Drouillard, ADC ;
- Cpt Charles R. Thompson, ADC ;
- Cpt William Farrar, ADC ;
- Lt M.J. Kelly, chef des estafettes ;
- Lt George Burroughs, ingénieur ;
- Lt William L. Porter, ADC par intérim ;
- Lt James K. Reynolds, ADC par intérim ;
- Glover Perin, chirurgien ;
- Henry H. Seys, chirurgien ;
- D. Bache, assistant chirurgien ;
- Jeremiah F. Trecy, aumônier.

État-major général
- 1st Battalion, Ohio Sharpshooters : Cpt Gershom M. Barber ;
- 10th Ohio Infantry : Ltc William M. Ward ;
- 15th Pennsylvania Cavalry : Col William J. Palmer.

Brigade de pionniers
BG James St. Clair Morton, chef ingénieur  (b)
- 1st Pioneer Battalion ;
- 2nd Pioneer Battalion ;
- 3rd Pioneer Battalion.

### XIVecorps
MG George Henry Thomas.
État-major
Garde de la prévôté : 9th Michigan Infantry (Col John Gibson Parkhurst).
Escorte : 1st Ohio Cavalry, compagnie L ; Cpt John D. Barker.
| Division                                  | Brigade                                                              | Régiments et autres |
| ----------------------------------------- | -------------------------------------------------------------------- | --- |
| Première division BG Absalom Baird        | Première brigade Col Benjamin F. Scribner                            | - 38th Indiana : Ltc Daniel F. Griffin ; - 2nd Ohio : Ltc Obadiah C. Maxwell (b), Maj William T. Beatty (b) & (PDG), Cpt James Warnock ; - 33rd Ohio : Col Oscar F. Moore ; - 94th Ohio : Maj Rue P. Hutchins ; - 10th Wisconsin : Ltc John H. Ely mb & (PDG), Cpt Jacob W. Roby.                                                                           |
| Première division BG Absalom Baird        | Deuxième brigade BG John C. Starkweather (b).                        | - 24th Illinois : Col Geza Mihalotzy (b), Cpt August Mauff ; - 79th Pennsylvania : Col Henry A. Hambright ; - 1st Wisconsin : Ltc George B. Bingham ; - 21st Wisconsin : Ltc Harrison C. Hobart (b), Cpt Charles H. Walker. |
| Première division BG Absalom Baird        | Troisième brigade BG John H. King                                    | - 15th United States, 1st Battalion : Cpt Albert B. Dod ; - 16th United States, 1st Battalion : Maj Sidney Coolidge †, Cpt Robert E.A. Crofton ; - 18th United States, 1st Battalion : Cpt George W. Smith ; - 18th United States, 2nd Battalion : Cpt Henry Haymond ; - 19th United States, 1st Battalion : Maj Samuel K. Dawson (b), Cpt Edmund L. Smith. |
| Première division BG Absalom Baird        | Artillerie                                                           | - 4th Battery, Indiana Light : Lt David Flansburg (b) & (PDG), Lt Henry J. Willits ; - Battery A, 1st Michigan Light : Lt George W. Van Pelt †, Lt Almerick W. Wilbur ; - Battery H, 5th United States : Lt Howard Mather Burnham mb, Lt Joshua A. Fessenden (b).                                                                                           |
| Deuxième division MG James S. Negley      | Première brigade BG John Beatty                                      | - 104th Illinois : Ltc Douglas Hapeman ; - 42nd Indiana : Ltc William T. B. McIntire ; - 88th Indiana : Col George Humphrey ; - 15th Kentucky : Col Marion C. Taylor. |
| Deuxième division MG James S. Negley      | Deuxième brigade Col Timothy R. Stanley (b) Col William L. Stoughton | - 19th Illinois : Ltc Alexander W. Raffen ; - 11th Michigan : Col William L. Stoughton, Ltc Melvin Mudge (b) ; - 18th Ohio : Ltc Charles H. Grosvenor. |
| Deuxième division MG James S. Negley      | Troisième brigade Col William Sirwell                                | - 37th Indiana : Ltc William D. Ward ; - 21st Ohio : Ltc Dwella M. Stoughton mb, Maj Arnold McMahan (b), Cpt Charles H. Vantine ; - 74th Ohio : Cpt Joseph Fisher ; - 78th Pennsylvania : Ltc Archibald Blakeley. |
| Deuxième division MG James S. Negley      | Artillerie                                                           | - Batterie de Bridges, Illinois Light : Cpt Lyman Bridges ; - Batterie G, 1st Ohio Light : Cpt Alexander Marshall ; - Batterie M, 1st Ohio Light : Cpt Frederick Schultz. |
| Troisième division BG John Milton Brannan | Première brigade Col John M. Connell                                 | - 82nd Indiana : Col Morton C. Hunter ; - 17th Ohio : Ltc Durbin Ward (b) ; - 31st Ohio : Ltc Frederick W. Lister ; - 38th Ohio : Col Edward H. Phelps. |
| Troisième division BG John Milton Brannan | Deuxième brigade Col John T. Croxton (b) Col William H. Hays         | - 10th Indiana : Col William B. Carroll mb, Ltc Marsh B. Taylor ; - 74th Indiana : Col Charles W. Chapman ; - 4th Kentucky : Ltc P. Burgess Hunt (b), Maj Robert M. Kelly ; - 10th Kentucky : Col William H. Hays, Ltc Gabriel C. Wharton ; - 14th Ohio : Ltc Henry D. Kingsbury.                                                                           |
| Troisième division BG John Milton Brannan | Troisième brigade Col Ferdinand Van Derveer                          | - 87th Indiana : Col Newell Gleason ; - 2nd Minnesota : Col James George ; - 9th Ohio : Col Gustave Kammerling ; - 35th Ohio : Ltc Henry Van Ness Boynton. |
| Troisième division BG John Milton Brannan | Artillerie                                                           | - Batterie D, 1st Michigan Light : Cpt Josiah W. Church ; - Battery C, 1st Ohio Light : Lt Marco B. Gary ; - Battery I, 4th United States : Lt Frank G. Smith. |
| Quatrième division MG Joseph J. Reynolds  | Première brigade Col John T. Wilder                                  | - 92nd Illinois : Col Smith D. Atkins ; - 98th Illinois : Col John J. Funkhouser (b), Ltc Edward Kitchell ; - 123rd Illinois : Col James Monroe ; - 17th Indiana : Maj William T. Jones ; - 72nd Indiana : Col Abram O. Miller. |
| Quatrième division MG Joseph J. Reynolds  | Deuxième brigade Col Edward A. King † Col Milton S. Robinson         | - 68th Indiana : Cpt Harvey J. Espy (b) ; - 75th Indiana : Col Milton S. Robinson, Ltc William O'Brien ; - 101st Indiana : Ltc Thomas Doan ; - 105th Ohio : Maj George T. Perkins (b). |
| Quatrième division MG Joseph J. Reynolds  | Troisième brigade BG John B. Turchin                                 | - 18th Kentucky : Ltc Hubbard K. Milward (b), Cpt John B. Heltemes ; - 11th Ohio : Col Philander P. Lane ; - 36th Ohio : Col William G. Jones †, Ltc Hiram F. Devol ; - 92nd Ohio : Col Benjamin D. Fearing (b), Ltc Douglas Putnam, Jr. (b). |
| Quatrième division MG Joseph J. Reynolds  | Artillerie                                                           | - 18th Battery, Indiana Light : Cpt Eli Lilly ; - 19th Battery, Indiana Light : Cpt Samuel J. Harris (b), Lt Robert S. Lackey ; - 21st Battery, Indiana Light : Cpt William W. Andrew. |

### XXecorps
MG Alexander McDowell McCook.
État-major
Garde de la prévôté :
81st Indiana Infantry, compagnie H : Cpt William J. Richards.
Escorte :
2nd Kentucky Cavalry, compagnie I : Lt George W. L. Batman.
| Division                                | Brigade                                                                  | Régiments et autres |
| --------------------------------------- | ------------------------------------------------------------------------ | --- |
| Première division BG Jefferson C. Davis | Première brigade Col P. Sidney Post                                      | - 59th Illinois : Ltc Joshua C. Winters ; - 74th Illinois : Col Jason Marsh ; - 75th Illinois : Col John E. Bennett ; - 22nd Indiana : Col Michael Gooding ; - 5th Battery, Wisconsin Light Artillery : Cpt George Q. Gardner. |
| Première division BG Jefferson C. Davis | Deuxième brigade BG William P. Carlin                                    | - 21st Illinois : Col John W. S. Alexander †, Cpt Chester K. Knight ; - 38th Illinois : Ltc Daniel H. Gilmer †, Cpt Willis G. Whitehurst ; - 81st Indiana : Cpt Nevil B. Boone, Maj James E. Calloway ; - 101st Ohio : Ltc John Messer (b), Maj Bedan B. McDonald (b), Cpt Leonard D. Smith ; - 2nd Battery, Minnesota Light Artillery: Lt Albert Woodbury mb, Lt Richard L. Dawley. |
| Première division BG Jefferson C. Davis | Troisième brigade Col Hans C. Heg mb Col John A. Martin                  | - 25th Illinois : Maj Samuel D. Wall (b), Cpt Wesford Taggart ; - 35th Illinois : Ltc William P. Chandler ; - 8th Kansas : Col John Alexander Martin, Ltc James L. Abernathy ; - 15th Wisconsin : Ltc Ole C. Johnson (PDG) ; - 8th Battery, Wisconsin Light Artillery : Lt John D. McLean.                                                                                           |
| Deuxième division BG Richard W. Johnson | Première brigade BG August Willich                                       | - 89th Illinois : Ltc Duncan J. Hall †, Maj William D. Williams ; - 32nd Indiana : Ltc Frank Erdelmeyer ; - 39th Indiana : Col Thomas J. Harrison ; - 15th Ohio : Ltc Frank Askew ; - 49th Ohio : Maj Samuel F. Gray (b), Cpt Luther M. Strong ; - Battery A, 1st Ohio Light Artillery : Cpt Wilbur F. Goodspeed.                                                                    |
| Deuxième division BG Richard W. Johnson | Deuxième brigade Col Joseph B. Dodge                                     | - 79th Illinois : Col Allen Buckner ; - 29th Indiana : Ltc David M. Dunn ; - 30th Indiana : Ltc Orrin D. Hurd ; - 77th Pennsylvania : Col Thomas E. Rose (PDG), Cpt Joseph J. Lawson ; - 20th Battery, Ohio Light Artillery : Cpt John F. Edward Grosskopff. |
| Deuxième division BG Richard W. Johnson | Troisième brigade Col Philemon P. Baldwin † Col William W. Berry         | - 6th Indiana : Ltc Hagerman Tripp (b), Maj Calvin D. Campbell ; - 5th Kentucky : Col William W. Berry, Cpt John M. Huston ; - 1st Ohio : Ltc Bassett Langdon ; - 93rd Ohio : Col Hiram Strong mb, Ltc William H. Martin ; - 5th Battery, Indiana Light Artillery : Cpt Peter Simonson.                                                                                              |
| Troisième division MG Philip Sheridan   | Première brigade BG William Haines Lytle † Col Silas Miller              | - 36th Illinois : Col Silas Miller, Ltc Porter C. Olson ; - 88th Illinois : Ltc Alexander S. Chadbourne ; - 21st Michigan : Col William B. McCreery (b) & (PDG), Maj Seymour Chase ; - 24th Wisconsin : Ltc Theodore S. West (b) & (PDG), Maj Carl von Baumbach ; - 11th Battery, Indiana Light Artillery : Cpt Arnold Sutermeister.                                                 |
| Troisième division MG Philip Sheridan   | Deuxième brigade Col Bernard Laiboldt                                    | - 44th Illinois : Col Wallace W. Barrett (b) ; - 73rd Illinois : Col James F. Jaquess ; - 2nd Missouri : Maj Arnold Beck ; - 15th Missouri : Col Joseph Conrad ; - Battery G, 1st Missouri Light Artillery : Lt Gustavus Schueler. |
| Troisième division MG Philip Sheridan   | Troisième brigade Col Luther Prentice Bradley (b) Col Nathan H. Walworth | - 22nd Illinois : Ltc Francis Swanwick ; - 27th Illinois : Col Jonathan R. Miles ; - 42nd Illinois : Col Nathan H. Walworth, Ltc John A. Hottenstein ; - 51st Illinois : Ltc Samuel B. Raymond ; - Battery C, 1st Illinois Light Artillery : Cpt Mark H. Prescott |

.

### XXIecorps
MG Thomas Leonidas Crittenden.
État-major
Escorte :
15th Illinois Cavalry, Compagnie K : Cpt Samuel B. Sherer.
| Division                                   | Brigade                                   | Régiments et autres |
| ------------------------------------------ | ----------------------------------------- | --- |
| Première division BG Thomas J. Wood        | Première brigade Col George P. Buell      | - 100th Illinois : Col Frederick A. Bartleson (b) & (PDG), Maj Charles M. Hammond ; - 58th Indiana : Ltc James T. Embree ; - 13th Michigan : Col Joshua B. Culver (b), Maj Willard G. Eaton ; - 26th Ohio : Ltc William H. Young.                           |
| Première division BG Thomas J. Wood        | Deuxième brigade BG George D. Wagner      | - 15th Indiana : Col Gustavus A. Wood ; - 40th Indiana : Col John W. Blake ; - 57th Indiana : Ltc George W. Lennard ; - 97th Ohio : Ltc Milton Barnes. |
| Première division BG Thomas J. Wood        | Troisième brigade Col Charles G. Harker   | - 3rd Kentucky : Col Henry C. Dunlap ; - 64th Ohio : Col Alexander McIlvaine ; - 65th Ohio : Ltc Horatio N. Whitbeck (b), Maj Samuel C. Brown mb, Cpt Thomas Powell ; - 125th Ohio : Col Emerson Opdycke.                                                   |
| Première division BG Thomas J. Wood        | Artillerie                                | - 8th Battery, Indiana Light : Cpt George Estep (b) ; - 10th Battery, Indiana Light : Lt William A. Naylor ; - 6th Battery, Ohio Light : Cpt Cullen Bradley.                                                                                                |
| Deuxième division MG John M. Palmer        | Première brigade BG Charles Cruft         | - 31st Indiana : Col John T. Smith ; - 1st Kentucky : Ltc Alva R. Hadlock ; - 2nd Kentucky : Col Thomas D. Sedgewick ; - 90th Ohio : Col Charles H. Rippey.                                                                                                 |
| Deuxième division MG John M. Palmer        | Deuxième brigade BG William Babcock Hazen | - 9th Indiana : Col Isaac C. B. Suman ; - 6th Kentucky : Col George T. Shackelford (b), Ltc Richard Rockingham †, Maj Richard T. Whitaker ; - 41st Ohio : Col Aquila Wiley ; - 124th Ohio : Col Oliver Hazard Payne (b), Maj James B. Hampson.              |
| Deuxième division MG John M. Palmer        | Troisième brigade Col William Grose       | - 84th Illinois : Col Louis H. Waters ; - 36th Indiana : Ltc Oliver H. P. Carey (b), Maj Gilbert Trusler ; - 23rd Kentucky : Ltc James C. Foy ; - 6th Ohio : Col Nicholas Longworth Anderson (b), Maj Samuel C. Erwin ; - 24th Ohio : Col David J. Higgins. |
| Deuxième division MG John M. Palmer        | Artillerie Cpt William E. Standart        | - Batterie B, 1st Ohio Light : Lt Norman A. Baldwin ; - Batterie F, 1st Ohio Light : Lt Giles J. Cockerill ; - Batterie H, 4th United States : Lt Harry C. Cushing ; - Batterie M, 4th United States : Lt Francis L. D. Russell.                            |
| Deuxième division MG John M. Palmer        | Non attaché                               | - 110th Illinois (bataillon) : Ltc Ebenezer Hibbard Topping |
| Troisième division BG Horatio P. Van Cleve | Première brigade BG Samuel Beatty         | - 79th Indiana : Col Frederick Knefler ; - 9th Kentucky : Col George H. Cram ; - 17th Kentucky : Col Alexander M. Stout ; - 19th Ohio : Ltc Henry G. Stratton.                                                                                              |
| Troisième division BG Horatio P. Van Cleve | Deuxième brigade Col George F. Dick       | - 44th Indiana : Ltc Simeon C. Aldrich ; - 86th Indiana : Maj Jacob C. Dick ; - 13th Ohio : Ltc Elhannon M. Mast †, Cpt Horatio G. Cosgrove ; - 59th Ohio : Ltc Granville A. Frambes.                                                                       |
| Troisième division BG Horatio P. Van Cleve | Troisième brigade Col Sidney M. Barnes    | - 35th Indiana : Maj John P. Dufficy ; - 8th Kentucky : Ltc James D. Mayhew (c), Maj John S. Clark ; - 21st Kentucky : Col Samuel Woodson Price ; - 51st Ohio : Col Richard W. McClain (PDG), Ltc Charles H. Wood ; - 99th Ohio : Col Peter T. Swaine.      |
| Troisième division BG Horatio P. Van Cleve | Artillerie                                | - 7th Battery, Indiana Light : Cpt George R. Swallow ; - Battery B, Pennsylvania Light Artillery: Cpt Alanson J. Stevens †, Lt Samuel M. McDowell ; - 3d Battery, Wisconsin Light : Lt Cortland Livingston.                                                 |

### Corps de réserve
MG Gordon Granger.
| Division                               | Brigade                                 | Régiments et autres |
| -------------------------------------- | --------------------------------------- | --- |
| Première division BG James B. Steedman | Première brigade BG Walter C. Whitaker  | - 96th Illinois : Col Thomas E. Champion ; - 115th Illinois : Col Jesse Hale Moore ; - 84th Indiana : Col Nelson Trusler ; - 22nd Michigan : Col Heber Le Favour (PDG), Ltc William Sanborn (b), Cpt Alonzo M. Keeler (PDG) ; - 40th Ohio : Ltc William Jones ; - 89th Ohio : Col Caleb H. Carlton (PDG), Cpt Isaac C. Nelson ; - 18th Battery, Ohio Light Artillery : Cpt Charles C. Aleshire. |
| Première division BG James B. Steedman | Deuxième brigade Col John G. Mitchell   | - 78th Illinois : Ltc Carter Van Vleck (b), Lt George Green ; - 98th Ohio : Cpt Moses J. Urquhart (b), Cpt Armstrong J. Thomas ; - 113th Ohio : Ltc Darius B. Warner ; - 121st Ohio : Ltc Henry B. Banning ; - Battery M, 1st Illinois Light Artillery : Lt Thomas Burton. |
| Deuxième division --                   | Deuxième brigade Col Daniel McCook, Jr. | - 85th Illinois : Col Caleb J. Dilworth ; - 86th Illinois : Ltc David W. Magee ; - 125th Illinois : Col Oscar F. Harmon ; - 52nd Ohio : Maj James T. Holmes ; - 69th Ohio : Ltc Joseph H. Brigham ; - Battery I, 2nd Illinois Light Artillery : Cpt Charles M. Barnett |

.

### Corps de cavalerie
BG Robert B. Mitchell.
| Division                               | Brigade                                    | Régiments et autres |
| -------------------------------------- | ------------------------------------------ | --- |
| Première division Col Edward M. McCook | première brigade Col Archibald P. Campbell | - 2nd Michigan Cavalry : Maj Leonidas S. Scranton ; - 9th Pennsylvania Cavalry : Ltc Roswell M. Russell ; - 1st Tennessee Cavalry : Ltc James P. Brownlow. |
| Première division Col Edward M. McCook | Deuxième brigade Col Daniel M. Ray         | - 2nd Indiana Cavalry : Maj Joseph B. Presdee ; - 4th Indiana Cavalry : Ltc John T. Deweese ; - 2nd Tennessee Cavalry : Ltc William R. Cook ; - 1st Wisconsin Cavalry : Col Oscar H. LaGrange ; - Battery D, 1st Ohio Light Artillery (1 section) : Lt Nathaniel M. Newell. |
| Première division Col Edward M. McCook | Troisième brigade Col Louis D. Watkins     | - 4th Kentucky Cavalry : Col Wickliffe Cooper ; - 5th Kentucky Cavalry : Ltc William T. Hoblitzell ; - 6th Kentucky Cavalry : Maj Louis A. Gratz. |
| Deuxième division BG George Crook      | Première brigade Col Robert H. G. Minty    | - 3rd Indiana Cavalry (bataillon) : Ltc Robert Klein ; - 4th Michigan Cavalry : Maj Horace Gray ; - 7th Pennsylvania Cavalry : Ltc James J. Seibert ; - 4th United States Cavalry : Cpt James B. Mcintyre.                                                                  |
| Deuxième division BG George Crook      | Deuxième brigade Col Eli Long              | - 2nd Kentucky Cavalry : Col Thomas P. Nicholas ; - 1st Ohio Cavalry : Ltc Valentine Cupp mb, Maj Thomas J. Patten ; - 3rd Ohio Cavalry : Ltc Charles B. Seidel ; - 4th Ohio Cavalry : Ltc Oliver P. Robie.                                                                 |
| Deuxième division BG George Crook      | Artillerie                                 | - Chicago (Illinois) Board of Trade Battery : Cpt James H. Stokes |